# Museo de Blindados de Parola
El Museo de Blindados de Parola (en finés, Parolan panssarimuseo, en sueco Pansarmuseet Parola) es un museo militar en la localidad de Parola, municipio de Hattula, cerca de Hämeenlinna, en Finlandia.  Exhibe varios carros de combate, vehículos blindados y armas anticarro utilizados por las Fuerzas Armadas de Finlandia a lo largo de su historia. A unos cuantos kilómetros del museo se encuentra el cuartel de la Brigada Blindada. El museo fue abierto el 18 de junio de 1961, contando entonces con 19 vehículos y 12 piezas antitanques. 
En la actualidad se muestran modelos como el Sturmgeschütz III, T-26, Panzer IV y T-34. Incluso un Leopard 2A4, el carro más moderno del Ejército finlandés, está en exhibición.

## Algunos vehículos en exhibición

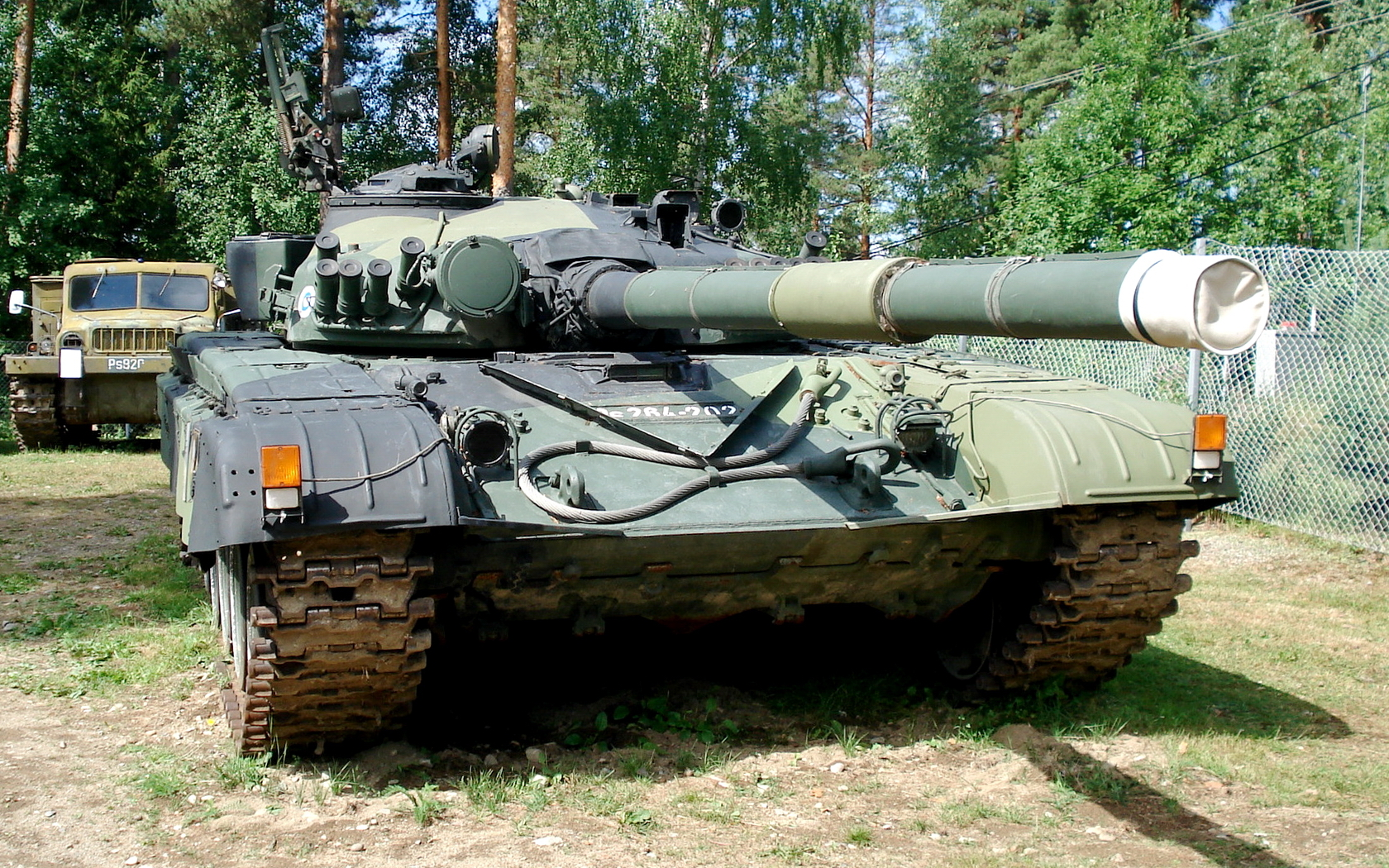
T-72-M1 finlandés en exhibición en el Museo de Blindados de Parola.
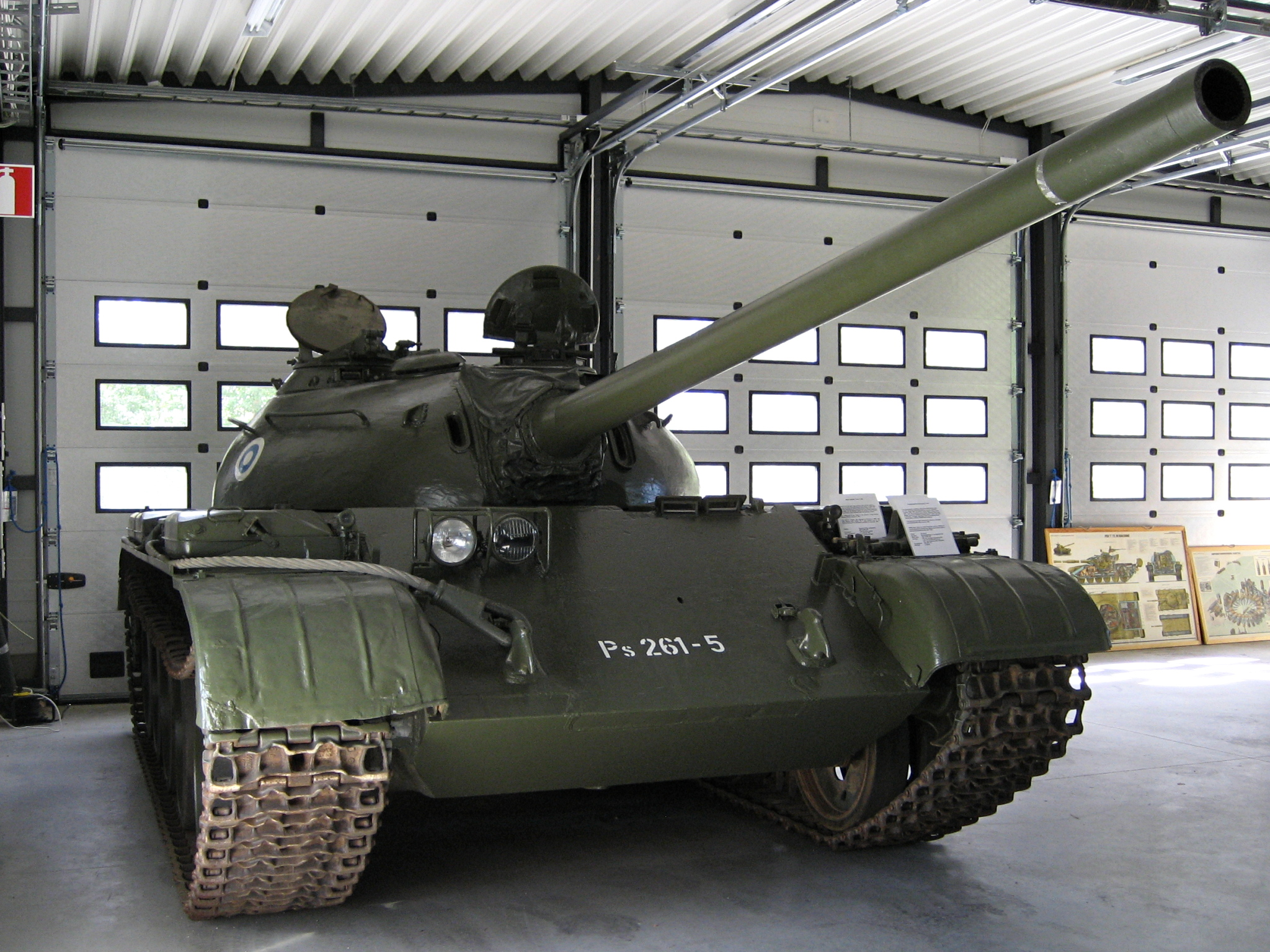
La nueva ala del museo, en la que se muestran vehículos en estado operativo. En la imagen un T-54 del Ejército Finlandés.
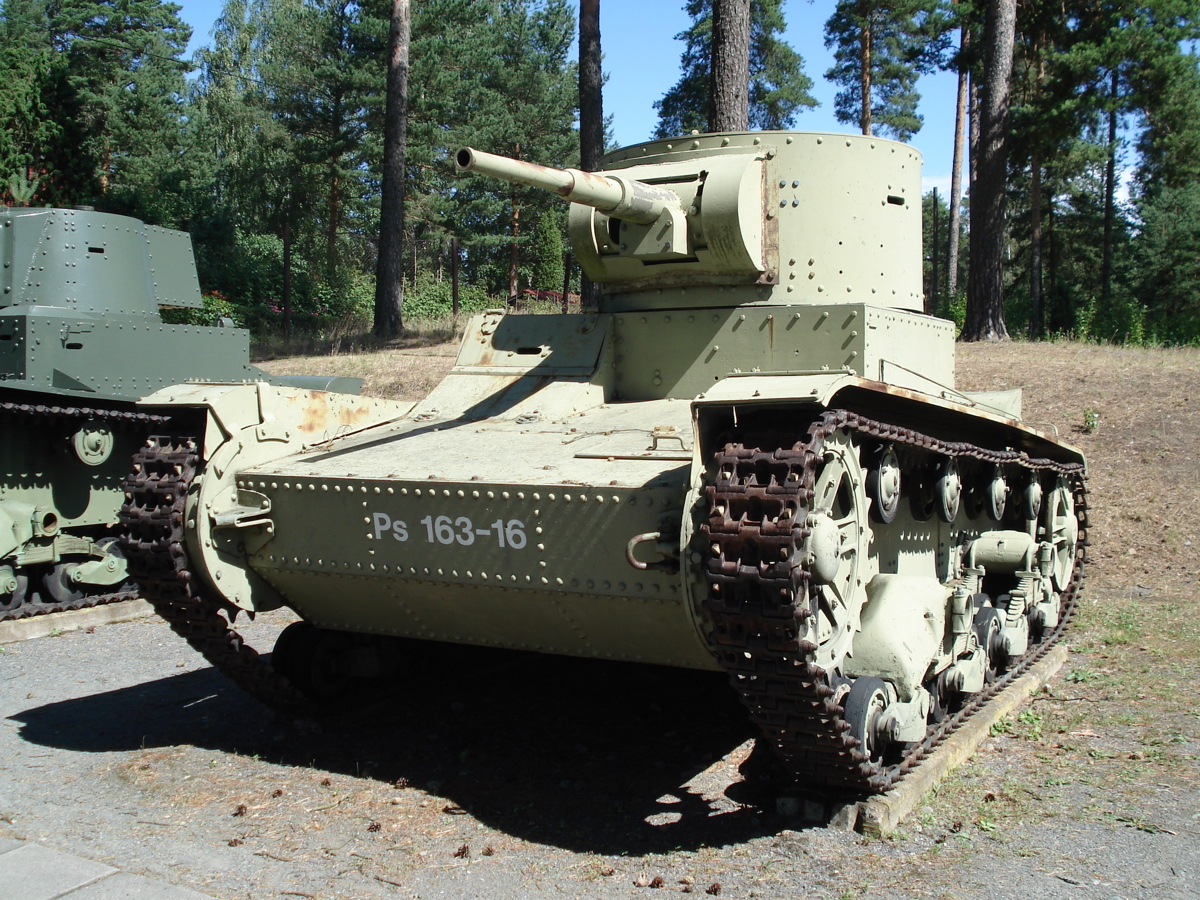
Un T-26 en exhibición.
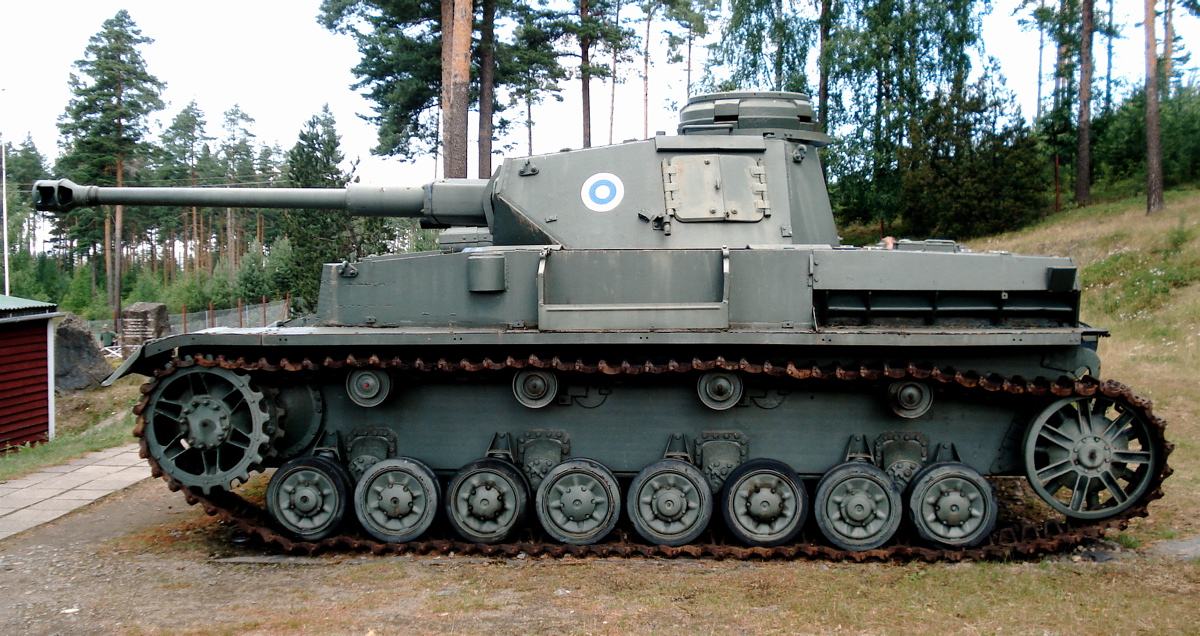
Panzer IV Ausf. J.